# Темписке

Бассейн реки

Темписке (исп. Río Tempisque) — река в Коста-Рике. Берёт начало в Кордильерах провинции Гуанакасте вблизи вулкана Ороси, длина реки примерно 144 километра, впадает в залив Никоя Тихого океана. Протекает через национальный парк Пало-Верде и является важной средой обитания различных видов крокодилов, обезьян, игуан и птиц.
Притоки: Темпискито, Аогадос, Колорадо, Либерия, Больсон, Чарко.
Населённые пункты: Филадельфия, Пуэрто-Морено, Пуэрто-Умо, Гуардия, Пальмира.
Речной Мост Темписке, построенный в 2002 году, связывает полуостров Никоя с южными районами Гуанакасте. Строительство моста безвозмездно финансировалось правительством Тайваня.